# 地方支分部局
地方支分部局（日语：／ Chihō shibun bukyoku */?）是依據日本內閣府設置法第43條與第57條、國家行政組織法第9條規定，由國家行政機關（省廳等）為其所掌事務所設立的地方派出機關總稱。

## 概要
地方支分部局是內閣府、各省、宮內廳、外局於全國各區（關東、近畿等）所設立的地方機關（「局」），其下部組織多設於各都道府縣（「支局」或「事務所」等）。具體名稱與配置則依各府省廳之設置法、組織令、組織規則等規定。外務省、文部科學省等未有管區階級的省廳也可能擁有地方支分部局。
法令上，地方支分部局為其府、省、委員會、廳的本體直屬機關，而非特定內部部局派出機關（例：沖繩綜合事務局為內閣府本府全體的地方支分部局，非內閣府沖繩振興局的地方支分部局）。
其職員因隸屬於國家，為國家公務員。

### 名稱
為避免與都道府縣組織混淆，冠上地域名時不會加上「都、府、縣」（例：東京國稅局為國家組織，東京都交通局為都組織）。但因北海道是完整名稱無法從名稱上辨別，須個別確認是否為國家機關。
廳舍銘板、海報、信封、電話等向外部展示的狀況下，會將省名冠於前方如「法務省東京法務局」（省名常為小字體）。但在人事辭令、法令等文書上，一般單稱「東京法務局」（此為包括審議會、設施等機關、特別機關、外局等內部部局以外之全體組織的慣例）。但宮內廳京都事務所等去除省廳名就無法辨認的地方支分部局（內部辭令等除外）原則上皆會冠上省廳名。

### 例外
同屬於中央省廳外局的公正取引委員會、中央勞動委員會，因其地方組織隸屬於事務（總）局下，非直屬機關，因此不屬於「地方支分部局」。人事院為國家公務員法規定的之組織，警察廳、檢察廳 (日本)、海難審判所為特別機關，其地方機關也非屬於「地方支分部局」。因此人事院地方事務局等稱為「地方事務局等」，管區警察局等稱為「地方機關」。高等檢察廳、地方檢察廳、地方海難審判所等司法單位不屬於「地方支分部局」與「地方機關」。

## 地方支分部局列表
- 以下為法令規定之總稱。
- 個別名稱冠上「北海道、東北、關東、中部（北陸、信越、東海）、近畿、中國、四國、九州」等管區名以「（管）」表示，冠上「北海道、東京、神奈川」等都道府縣名以「（縣）」表示，冠上「東京、名古屋」等市區町村名以「（市）」表示。除北海道外，組織前僅冠地名，不冠上「圈、都、府、縣、市、町」等行政單位文字。此外，也可能加上「東、西、南、北」、「空港」等作為區分。漁業調整事務所依實際名稱註記。
- 總稱冠上「地方」的官署，若是個別名稱去除「地方」（關東信越厚生局等），則在後方加上「※」註記。
- 府省廳中，前方加上“┗”表示該省廳為上一個省廳的下部組織（外局）。

| 府省廳            | 地方支分部局                                                                                             |
| ----------------- | --- |
| 內閣府            | 沖繩綜合事務局                                                                                           |
| ┗宮內廳           | 京都事務所                                                                                               |
| 總務省            | 管區行政評價局（管） / 四國行政評價支局 / 行政評價事務所（縣）                                           |
| 總務省            | 沖繩行政評價事務所                                                                                       |
| 總務省            | 綜合通信局（管）                                                                                         |
| 總務省            | 沖繩綜合通信事務所                                                                                       |
| 法務省            | 矯正管區（市）                                                                                           |
| 法務省            | 法務局（市） / 支局（市）/ 出張所                                                                        |
| 法務省            | 地方法務局（市） / 支局（市）/ 出張所                                                                    |
| 法務省            | 地方更生保護委員會（管）                                                                                 |
| 法務省            | 保護觀察所（市） / 支所（市）                                                                            |
| ┗出入國在留管理廳 | 地方出入國在留管理局（市） / 支局（市） / 出張所                                                         |
| ┗公安調查廳       | 公安調查局（管） / 公安調查事務所（市）                                                                  |
| 財務省            | 財務局（管） / 財務事務所（市）                                                                          |
| 財務省            | 稅關（市） / 稅關支署（市） / 監視署、出張所                                                             |
| 財務省            | 沖繩地區稅關 / 稅關支署（市） / 監視署、出張所                                                           |
| ┗國稅廳           | 国税局（市、僅關東信越為管） / 稅務署（市）                                                              |
| ┗國稅廳           | 沖繩國稅事務所 / 稅務署（市）                                                                            |
| 厚生勞動省        | 地方厚生局（管）※ / 四國厚生支局                                                                         |
| 厚生勞動省        | 都道府縣勞動局（縣） / 勞動基準監督署（市） / 公共職業安定所（市）                                       |
| 農林水產省        | 地方農政局（管）※ / 各縣據點（縣）                                                                       |
| 農林水產省        | 北海道農政事務所                                                                                         |
| ┗林野廳           | 森林管理局（管） / 森林管理署（市）                                                                      |
| ┗水產廳           | 漁業調整事務所（北海道、仙台、新潟、境港、瀨戶內海、九州）                                               |
| 經濟產業省        | 經濟產業局（管） / 電力、瓦斯事業北陸支局                                                                |
| 經濟產業省        | 產業保安監督部（管）                                                                                     |
| 經濟產業省        | 那霸產業保安監督事務所                                                                                   |
| 國土交通省        | 地方整備局（管） / 國道事務所、河川事務所等                                                              |
| 國土交通省        | 北海道開發局 / 開發建設部（市）                                                                          |
| 國土交通省        | 地方運輸局（管）※、神戶運輸監理部 / 運輸支局（縣、僅北海道內為市）                                       |
| 國土交通省        | 地方航空局（東京、大阪）※                                                                                |
| 國土交通省        | 航空交通管制部（市）                                                                                     |
| ┗氣象廳           | 管區氣象台（市） / 地方氣象台（市）                                                                      |
| ┗氣象廳           | 沖繩氣象台 / 地方氣象台（宮古島、石垣島、南大東島）                                                      |
| ┗海上保安廳       | 管區海上保安本部（第一至第十一） / 海上保安部、海上保安署等                                              |
| 環境省            | 地方環境事務所（管）                                                                                     |
| 防衛省            | 地方防衛局（管、沖繩）※ / 地方防衛支局（管、市）※ / 防衛事務所（市，但是沒有市名而是冠上基地･駐屯地名）※ |

## 地方支分部局準機關一覽
- 下表的人事院與公正取引委員會、中央勞動委員會的地方事務所等隸屬於事務（總）局，而其正式名稱省略「事務（總）局」（人事院北海道事務局等）則在後方加上「※」註記。
- 總稱含有「地方」的官署，其個別名稱若去除「地方」（公正取引委員會事務總局北海道事務所等），於後方加上「※」註記。

| 上級廳                 | 名稱                                 | 區分稱呼     |
| ---------------------- | ------------------------------------ | ------------ |
| 人事院事務總局※        | 地方事務局※                          | 地方事務局等 |
| 人事院事務總局※        | 沖繩事務所                           | 地方事務局等 |
| 公正取引委員會事務總局 | 地方事務所※                          | 地方機關     |
| 警察廳                 | 管區警察局 / 管區警察學校            | 地方機關     |
| 警察廳                 | 東京都警察情報通信部                 | 地方機關     |
| 警察廳                 | 北海道警察情報通信部                 | 地方機關     |
| 復興廳                 | 復興局（縣）                         | 地方機關     |
| 中央勞動委員會事務局   | 地方事務所（現在僅西日本地方事務所） | 地方機關     |